# وینسنت مون
وینسنت مون (فرانسوی: Vincent Moon‎؛ زادهٔ ۲۵ اوت ۱۹۷۹) فیلم‌ساز، مردم نگار تجربی و عکاس مستقل اهل فرانسه است.
او از سال ۲۰۰۶ تا ۲۰۰۹ کارگردان اصلی پروژه Concerts à Emporter در La Blogothèque بود؛ پروژه ای که به طور اختصاصی برای اینترنت طراحی شده و شامل فیلم های موسیقی در موقعیت های خاص، عمدتاً در فضای باز، با تمرکز بر موسیقی ایندی راک و هنرمندانی چون R.E.M.، تام جونز و آرکید فایر بود.
از ۲۰۰۹ تا ۲۰۱۳، مون با دوربینی در کوله پشتی خود به سفرهای جهانی پرداخت و مجموعه Petites Planètes را خلق کرد که به مستندسازی آیین های مذهبی، موسیقی مقدس و فرهنگ های محلی اختصاص داشت. او بدون تیم حرفه ای و اغلب با کمک ساکنان محلی و بدون بودجه ای از صنعت سینما، به تولید فیلم های خود می پرداخت.
تمام آثار او، از فیلم ها تا ضبط های موسیقی، رایگان و تحت مجوز کریتیو کامنز در اینترنت منتشر می شوند.

#### زندگی نامه

##### نخستین تجربیات (۲۰۰۰-۲۰۰۵)
وینسنت مون که در پاریس بزرگ شد، به مدت سه سال در آتلیر رفلاکس در مونتروی عکاسی آموخت. در این دوره، با مایکل آکرمن و آنتوان داگاتا، دو عکاسی که تأثیر بسزایی بر کارهای آینده اش داشتند، آشنا شد. او در آن زمان به عنوان عکاس فعالیت می کرد و به مرور تصاویر خود را به حرکت درآورد و آنها را در قالب اسلایدشوهای موسیقی محور ارائه داد. در سال ۲۰۰۳، مون وبلاگ Les Nuits de Fiume را راه اندازی کرد که به مستندسازی زندگی شبانه پاریس، به ویژه کنسرت های موسیقی، اختصاص داشت.
در سال ۲۰۰۵، پس از آشنایی با آثار فیلم سازان تجربی همچون پیتر چرکاسکی و استفان دوسکین، مون اولین فیلم های کوتاه خود را تولید کرد. این فیلم ها ترکیبی از داستان پردازی صمیمی و تکنیک های تجربی بودند و از دوربین های سوپر ۸ گرفته تا تلفن های همراه برای فیلم برداری آنها استفاده می شد. در همین دوران، مون به امکانات اینترنت علاقه مند شد و از آن به عنوان بستری برای انتشار رایگان آثارش استفاده کرد.
هم زمان با ورود جدی تر به دنیای موسیقی، او در یکی از کنسرت های گروه The National در پاریس با آنها آشنا شد. این دوستی منجر به چندین همکاری شد، از جمله استفاده از عکس های او در جلد آلبوم سوم گروه، Alligator. مون همچنین دو موزیک ویدیو برای آنها به نام های Daughters of the Soho Riots و Lit Up کارگردانی کرد. در همین دوره، او پروژه های دیگری مرتبط با موسیقی را آغاز کرد و برای هنرمندانی چون Clogs، سیلوَن شووو و بارزین ویدیوهایی ساخت.

#### کنسرت های آماده (2006-2009)
در سال ۲۰۰۶، تحت تأثیر فیلم Step Across The Border درباره ی موسیقی دان انگلیسی Fred Frith و با انگیزه ی ضبط موسیقی به روشی خلاقانه تر، Vincent Moon به همراه Christophe Chryde Abric پروژه ی Les Concerts à Emporter یا Take Away Shows را به عنوان پادکست ویدیویی La Blogothèque بنیان نهاد.
کنسرت های آماده مجموعه ای از اجراهای ویدیویی بداهه در فضای باز با حضور موسیقی دانان است که در شرایط غیرمنتظره ضبط شده و به صورت رایگان در اینترنت منتشر می شود. طی چهار سال، آنها موفق شدند بیش از ۲۰۰ ویدیو با گروه هایی نظیر R.E.M.، Arcade Fire، Sufjan Stevens، Tom Jones، Beirut، Grizzly Bear، Sigur Rós و بسیاری دیگر ضبط کنند. این اجراها عمدتاً در سبک راک و پاپ بوده و بیشتر بر موسیقی دانان آمریکای شمالی تمرکز داشتند.
Vincent Moon در این پروژه سبک منحصربه فرد خود را تکامل بخشید: صمیمیتی که بلافاصله قابل تشخیص است، با قاب بندی های بلند و سیال، اغلب در یک برداشت بدون تکرار. کنسرت های آماده خیلی زود مخاطبان زیادی را به خود جذب کرد، تا جایی که New York Times در گزارشی نوشت: «Vincent Moon موزیک ویدئو را از نو اختراع کرده است.»
نسل جدیدی از فیلم سازان جوان در سراسر جهان، تأثیر این پروژه و رویکرد ارگانیک آن به موسیقی را تصدیق کردند. یک مطالعه در سال ۲۰۱۰ نشان داد که بیش از ۱۰۰ پروژه ی فیلم سازی در اینترنت، مستقیماً از کنسرت های آماده La Blogothèque الهام گرفته اند.

#### کسب و کار موسیقی، درون / بیرون (2007-2010)
پس از موفقیت پروژه ی La Blogothèque، بسیاری از هنرمندان شناخته شده تر از Vincent Moon درخواست کردند که روی فیلم های بلندتری کار کند. بیشتر این پروژه ها به کاوش های جدیدی درباره ی رابطه ی موسیقی و سینما تبدیل شدند و تجربیاتی رادیکال علیه قالب های سنتی فیلم های موسیقی بودند.
پس از نخستین تجربه ی جنجالی خود در قالب فیلم بلند A Skin, A Night، که طرفداران گروه The National آن را بیش از حد تجربی دانستند، Moon با Michael Stipe و گروه R.E.M. برای انتشار آلبوم Accelerate همکاری کرد. این پروژه با کارگردانی مشترک Jeremiah، فیلم ساز فرانسوی، انجام شد و نتایج آن شامل فیلم آزمایشی 6days and 90nights به مدت ۴۸ دقیقه بود که از همان تصاویر به شیوه ای متفاوت استفاده می کرد. این ایده ها در موزیک ویدئوی Supernatural Superserious برای R.E.M. نیز به کار گرفته شدند، که رویکرد جدیدی را در استفاده از اینترنت در صنعت موسیقی نشان می داد. همکاری آنها با مستند This is not a show درباره ی کنسرت های R.E.M. در دوبلین در تابستان ۲۰۰۷ ادامه یافت.
دیگر پروژه های آن زمان شامل فیلمی یک ساعته از گروه Beirut با همکاری La Blogothèque بود. فیلم Cheap Magic Inside (۲۰۰۸، ۶۰ دقیقه) شامل ضبط ۱۲ قطعه از آلبوم جدید گروه بود که در خیابان های بروکلین در یک برداشت طولانی و تجربی فیلم برداری شد.
در سال ۲۰۰۸، Vincent Moon سازنده ی اصلی فیلم Miroir Noir بود که تور گروه Arcade Fire را دنبال می کرد. اما پس از از دست دادن کنترل روی تدوین نهایی، او از دریافت اعتبار به عنوان کارگردان خودداری کرد.
بین سال های ۲۰۰۵ تا ۲۰۰۹، او از جشنواره ی موسیقی مستقل All Tomorrow's Parties در انگلستان فیلم برداری کرد. تصاویر او در فیلم All Tomorrow's Parties (۲۰۰۹، ۹۰ دقیقه) که با همکاری Jonathan Caouette ساخته شد، مورد استفاده قرار گرفت و تحسین های زیادی از سوی رسانه ها دریافت کرد. بعدها، Moon مجموعه ای از هفت فیلم تجربی درباره ی این جشنواره را با عنوان From ATP به صورت رایگان در اینترنت منتشر کرد.
در نوامبر ۲۰۰۸، او به پراگ سفر کرد تا مستندی درباره ی Havlovi، یک زوج موسیقی دان که زندگی خود را به ساز قدیمی ویول گامبا اختصاص داده بودند، بسازد. نتیجه ی این پروژه، Little Blue Nothing (۲۰۰۹، ۵۰ دقیقه)، در شهرهای مختلف جهان به نمایش درآمد و در سال ۲۰۱۴ به صورت نسخه ی محدود DVD منتشر شد.
در مارس ۲۰۰۹، Moon به همراه نوازنده ی ویولن سل Gaspar Claus به توکیو سفر کرد تا از شاعر، موسیقی دان و نقاش ژاپنی Kazuki Tomokawa فیلم برداری کند. فیلم حاصل، La Faute des fleurs، جایزه ی Sound & Vision را در جشنواره ی فیلم مستند CPH Dox در دانمارک دریافت کرد.
در آوریل ۲۰۰۹، او یک کنسرت از خواننده Lhasa de Sela را در مونترال ضبط کرد تا از آلبوم جدید او حمایت کند. این کنسرت آخرین اجرای Lhasa در کانادا بود، زیرا چند ماه بعد درگذشت. فیلم این اجراها بعدها به صورت آنلاین منتشر شد. در همان ماه، Moon با گروه اسکاتلندی Mogwai همکاری کرد و اجرای آنها را در نیویورک ضبط کرد. نتیجه ی این پروژه، فیلم Burning (به مدت ۵۰ دقیقه)، با کارگردانی مشترک Nathanael Le Scouarnec بود.
در طول سال ۲۰۰۹، Moon شروع به کاوش در روش های جدیدتری در موسیقی کرد و از Concerts à Emporter فاصله گرفت. او وبلاگ خود با نام Les Nuits de Fiume را راه اندازی کرد و در آن ایده هایی درباره ی رسانه، فرهنگ و خلاقیت در قرن ۲۱ نوشت.
آخرین پروژه ی او در حوزه ی موسیقی راک، فیلم An Island بود که در آگوست ۲۰۱۰ با گروه دانمارکی Efterklang در جزیره ی Als ضبط شد. این فیلم در ژانویه ۲۰۱۱ فقط از طریق اینترنت منتشر شد و روشی جدید برای توزیع فیلم به نام private-public screenings را معرفی کرد. در این روش، کسانی که مایل به تماشای فیلم بودند، می بایست نمایش آن را خودشان سازماندهی می کردند. این ابتکار با موفقیت بزرگی روبه رو شد و بیش از ۱۱۰۰ نمایش در سراسر جهان برگزار شد و یک مفهوم نوین را برای سینما در اینترنت به وجود آورد.

#### کاوش در دنیای صدا (۲۰۰۹-۲۰۱۳)
در دسامبر ۲۰۰۸، وینسنت مون پاریس را ترک کرد و بیشتر آثار خود را پشت سر گذاشت تا افق های جدیدی را کشف کند. او به سرعت از لا بلاگوتک فاصله گرفت، هرچند گهگاه همچنان با چند فیلم همکاری می کرد. او تصمیم گرفت برچسب سیار جدیدی به نام مجموعه سیارات کوچک را آغاز کند. با این پروژه جدید، او موسیقی سنتی، آیین های مذهبی و رابطه موسیقی با خلسه را در پنج قاره بررسی و ثبت کرد. این فیلم ها که از آن ها به عنوان «قوم نگاری تجربی» یاد می شود، تغییر آشکاری نسبت به کارهای پیشین او در صحنه های آلترناتیو و ایندی نشان می دهند.
مجموعه سیارات کوچک به طور کامل از طریق کمک های مالی در وب سایت او و همچنین نمایش ها و کارگاه های آموزشی در سراسر جهان تأمین می شود. مون با رد حرفه ای گری سنتی و در عوض پذیرش آماتوریسم قرن بیست و یکم، با خالقان محلی و استعدادهای جوان در سراسر جهان همکاری می کند و بی وقفه به چالش کشیدن هنجارهای تثبیت شده در نمایش بصری «دیگری» می پردازد.

#### به سوی امر مقدس (۲۰۱۴ تاکنون)
در آغاز سال ۲۰۱۴، پس از پنج سال سفر، وینسنت مون سبک زندگی و روش کاری خود را تغییر داد تا به طور عمیق تر موضوعی را بررسی کند: احیای امر مقدس در نسل ما. نخستین پروژه او یک ماجراجویی چندرسانه ای و فیلم بلند Hibridos بود که با همکاری کاوشگر و فیلم ساز پریسیلا تلمون در برزیل ساخت. این فیلم به کاوش در ادیان گوناگون این کشور، از باورهای آفرو-برزیلی گرفته تا آیین های همگون شده ی مدرن، می پردازد و تصویری پیچیده از جایگاه انسان ها و ارواح در میان ریتم پرشتاب دنیای امروز ترسیم می کند.
مون و تلمون با یکدیگر خانه تولید سیارات کوچک را بنیان نهادند و به عنوان فیلم سازان مستقل و کاوشگران صوتی به فعالیت خود ادامه دادند.